# Askatasuna (revista)

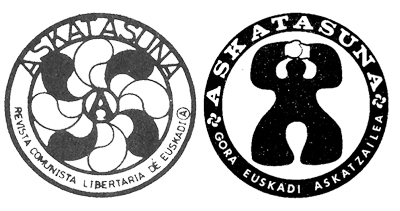
Logos de Askatasuna (Bruselas, 1971 – Bilbao, 1980).

Askatasuna («libertad» en euskera) fue el nombre de una revista publicada en el País Vasco (España) en la década de 1970, de ideología anarquista y con notable repercusión en este periodo, desde la cual se defendían planteamientos independentistas desde un punto de vista libertario. Fundada en Bruselas en 1971 por exiliados durante la dictadura franquista, no pasaría al interior hasta el 29 de febrero de 1976.
Askatasuna era editada por el colectivo del mismo nombre, cuyos activistas eran a su vez militantes de la Confederación Nacional del Trabajo (CNT) hasta que llegó el momento en que vieron frustrado su proyecto de constituir una organización específica para Euskadi que además debía ser reconocida como sección nacional por la AIT. A pesar de que la CNT no contaba con la hegemonía suficiente para liderar ese espacio libertario, aunque sí con la posibilidad de crear una nueva estructura junto a otras organizaciones ideológicamente cercanas, el colectivo Askatasuna finalmente fue expulsado en 1978.
El colectivo Askatasuna defendía una lucha libertaria global incorporando a su discurso anarquista concepciones del nacionalismo revolucionario y otras luchas que no se centraban exclusivamente en las políticas sindicales. Esta concepción mixta de lo libertario tuvo su esplendor en las Jornadas Libertarias Internacionales celebradas en Barcelona en julio de 1977, donde las intervenciones de los miembros de Askatasuna, que remachaban este aspecto, tuvieron gran eco. En diciembre, el colectivo anunció una «convergencia asamblearia» con otras organizaciones políticas vascas como LAIA (ez), LAK y OCA-EKA, pero fue un proyecto efímero que se diluyó con el paso de los meses.
El colectivo disponía de una librería en Bilbao con un taller desde donde publicaban la revista y otros materiales. Este taller fue objeto de continuas amenazas por parte del grupo parapolicial Guerrilleros de Cristo Rey. El 24 de agosto de 1978, coincidiendo con la Semana Grande de las primeras fiestas de Bilbao celebradas en democracia, sufrió un atentado. Los autores, militantes de la formación ultraderechista Fuerza Nueva, provocaron un incendio con gasolina que destruyó la imprenta, los archivos y la redacción de la revista. Las pérdidas se evaluaron en 6.088.000 pesetas de la época. En septiembre de ese mismo año, Askatasuna salió a la calle con un número especial editado por Egin en respuesta al atentado y del que se imprimieron 25.000 ejemplares.
En su segunda época, de apenas un año de duración y que comenzó con su secuestro por orden judicial, Askatasuna se fue alejando de sus primeros planteamientos libertarios y anarcoindependentistas, al no contar con el apoyo de la CNT, y mostró un inicial «apoyo crítico» a Herri Batasuna, que posteriormente abandonó siguiendo una línea más o menos eurocomunista, que también dejó atrás para acabar siendo una revista izquierdista sin adscripción precisa y que editó su último número en agosto de 1980.
Uno de sus principales colaboradores fue Mikel Orrantia, autor del libro titulado Por una alternativa libertaria y global.